# 京汉铁路总工会

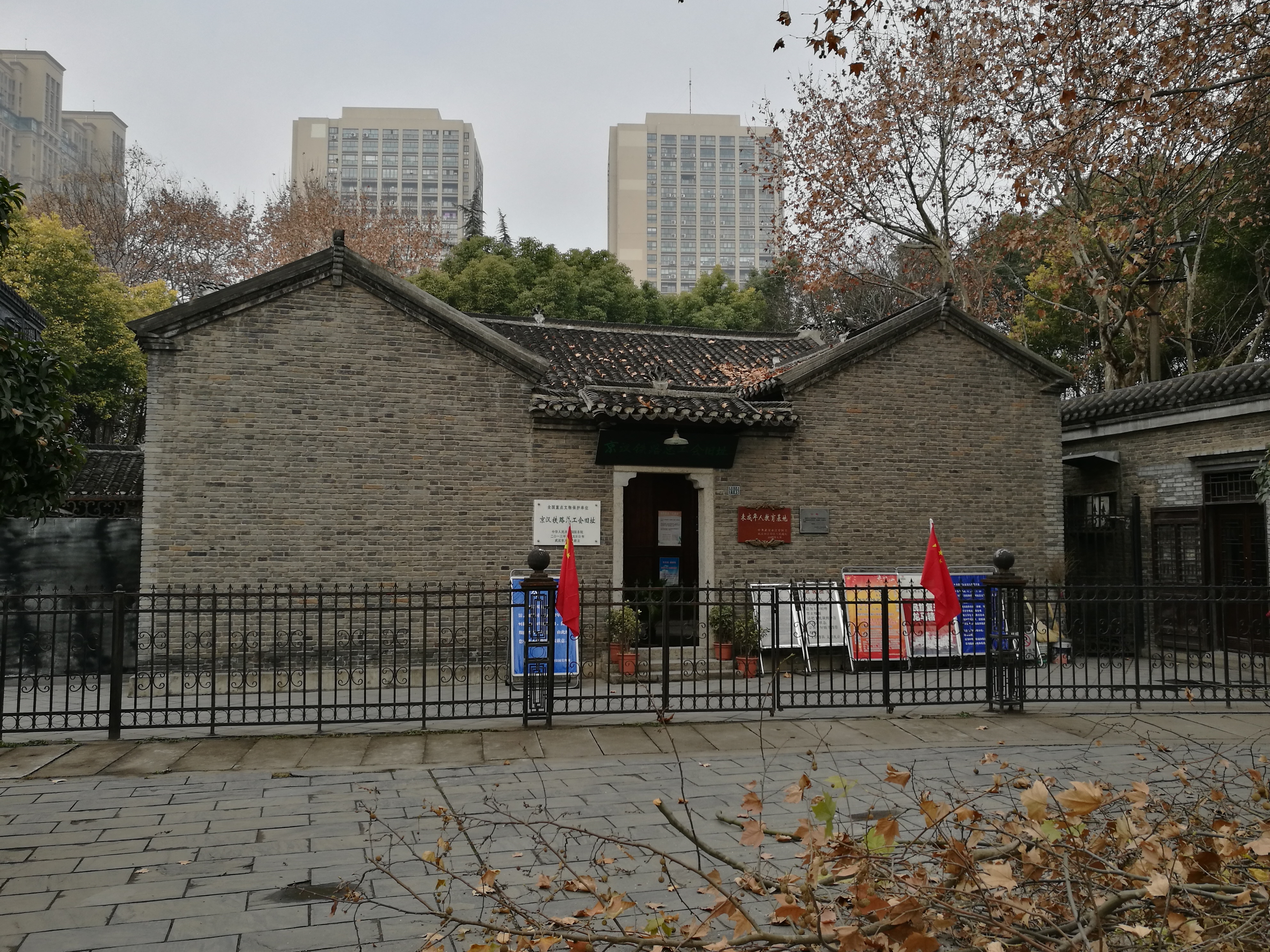
京汉铁路总工会旧址

京汉铁路总工会，民国时期中国工会组织，成立于1923年2月1日，由中国共产党策划发起，但是首任总工会委员长是杨德甫（国民党人）。

## 历史
在中国劳动组合书记部的帮助下，1921年到1922年底，京汉铁路沿线相继建立了江岸、郑州、长辛店等16个工会分会。1923年，中国各地工人运动蓬勃开展，铁路工运也进行得火如荼。在这种形势下，铁路工人迫切需要建立统一的领导机构，以便开展斗争。
京汉铁路总工会筹委会于1923年1月5日举行第三次会议，决定2月1日在郑州举行京汉铁路总工会成立大会。在京汉铁路沿线工会工作的基础上，1923年1月31日，王荷波代表津浦铁路总工会筹备组赴郑州参加成立大会。当晚的江岸火车站鼓乐喧天，欢声动地。林育南、施洋、李汉俊等率领武汉地区工团、新闻界、学联代表来到郑州参加成立盛典。但成立大会终因军阀政府破坏而被迫中止。
对于中国共产党来说，京汉铁路总工会的成立有着标志性的意义，可以带动其他铁路总工会的成立，进而成立全国铁路总工会，以实现建立全国行业工会的目标。因而，中共中央对召开京汉铁路全路工会代表大会非常重视，决定派张国焘以中共中央特派员、劳动组合书记部负责人身份领导会议，同时派劳动组合书记部副主任罗章龙、中共北京地委委员包惠僧、中共武汉市委书记陈潭秋、劳动组合书记部武汉分部主任林育南前往郑州进行指导。
京汉铁路是连接华北和华中的交通命脉，铁路运营的收入是吴佩孚军饷的主要来源之一。吴佩孚既想表示开明，利用工人为其卖力，又不愿工人运动越出自己允许的范围。2月1日，军阀吴佩孚为阻止成立大会召开，指使当局全城戒严。游行队伍在行至钱塘里路口时遭遇到全副武装的军警的阻挠。林育南等人在与军警进行说理无效后，砸开被军警封闭的戏院大门，冲进会场。在军警重重包围的严峻形势下，张国焘登上讲台，以京汉铁路总工会秘书的身份主持会议，宣告京汉铁路工人总工会正式成立。宣告京汉铁路总工会正式成立。当日下午，当局查封了总工会会所，抢走匾额礼品，并限令工人代表离开郑州。
2月1日晚，张国焘、罗章龙、包惠僧、陈潭秋、林育南，以及劳动组合书记武汉分部的成员施洋、许白昊，京汉铁路总工会秘书长李震瀛、总干事项英和副总干事吴汝明等，举行秘密会议。会议提出五项要求同当局交涉，3天内如不答应，即于2月4日举行京汉铁路工人同盟大罢工。随后，林育南召开了江岸分会的工人大会，紧接着又主持了湖北各工团紧急会议。与此同时，林育南与总工会负责人共同起草了《罢工宣言》和传单。
2月4日上午9时，江岸机车厂的工人们高喊“打倒封建军阀”、“打倒帝国主义”、“为争自由而战”、“为争人权作战”等口号，首先举行罢工。到中午12时，京汉铁路全线2万多工人全部罢工，1200多公里铁路顿时瘫痪。津浦铁路总工会也同步发起罢工，表示声援。
京汉铁路工人大罢工的爆发，引起外国列强的恐慌，他们直接出面进行干涉和破坏。2月7日，京汉铁路工人大罢工遭到血腥镇压。其中，工人领袖林祥谦被军阀活活砍死，施洋在武昌洪山被枪杀，数十名工会代表也遭遇逮捕。京汉铁路总工会、湖北全省工团联合会均被查封，工人运动暂时转入低潮。在军阀残酷镇压的情势下，2月7日夜，张国焘和工会组织负责人在腥风血雨的汉口秘密召开紧急会议，讨论研究是否坚持罢工的问题。由于与会人员意见分歧过大，加上工人伤亡惨重，张国焘坚决要求停止讨论，并下令立即复工。在这种情况下，众人只能表示服从。接着，决定由张国焘亲自起草《复工令》，2月9日以湖北省工团联合会和京汉铁路总工会的名义联合发布。

## 遗迹
位于湖北省武汉市江岸区的京汉铁路总工会旧址，于2013年3月列入第七批全国重点文物保护单位（近现代重要史迹及代表性建筑）。